# Luc Duerloo
Luc Duerloo (Deurne, 21 september 1958) is een Belgisch historicus en emeritus hoogleraar van de Universiteit Antwerpen. Hij is lid van de Klasse Menswetenschappen van de Koninklijke Vlaamse Academie van België voor Wetenschappen en Kunsten en geniet ook bekendheid als heraldicus.

## Wetenschappelijke loopbaan
Luc Duerloo studeerde geschiedenis aan de Katholieke Universiteit Leuven. In 1986 behaalde hij er zijn doctoraat met een proefschrift over de Heraldische Kamer in de Oostenrijkse tijd. Zijn promotor was Jan Buntinx. Het werk werd door de Koninklijke Academie voor Wetenschappen, Letteren en Schone Kunsten van België bekroond en gepubliceerd.
Hij combineerde een tijdlang onderwijsopdrachten aan EHSAL en Vesalius College. Van  2003 tot 2023 was hij verbonden aan de Universiteit Antwerpen, waar hij vroegmoderne politieke geschiedenis doceerde. Van 2018 tot 2021 was hij er decaan van de Faculteit Letteren en Wijsbegeerte.

## Onderzoek
Het onderzoek van Duerloo betreft de politiek, instellingen en de politieke cultuur van de Habsburgse Nederlanden en toont veel belangstelling voor de relatie tussen macht en kunst. Hij publiceerde onder meer over de aartshertogen Albrecht en Isabella, het Brusselse Hof, het Oostenrijks bewind, de vroomheid van de Habsburgers, de vorstelijke jacht en de Belgische adel.
In het kader van zijn onderzoek naar aartshertog Albrecht, verbleef hij respectievelijk in 2008 en 2010 aan de School for Historical Studies van het Institute for Advanced Study in Princeton en aan het History Department van Columbia University. In 2022 verbleef hij gedurende Hilary term als visiting fellow aan Jesus College van de Universiteit van Oxford en vervolgens als gastonderzoeker aan het Institut für die Erforschung der Habsburgermonarchie und des Balkanraumes van de Oostenrijkse Academie voor Wetenschappen.

### Publieksgeschiedenis
In 1987 vervulde Duerloo de opdracht van wetenschappelijk secretaris voor de tentoonstelling Karel Alexander van Lotharingen: Mens, veldheer, grootmeester die in het kader van Europalia: Oostenrijk georganiseerd werd in het cultuurcentrum Alden Biesen. Samen met Els Van der Elst trad hij in 1998 op als curator van de tentoonstelling Albrecht & Isabella, 1598-1621 in de Koninklijke Musea voor Kunst en Geschiedenis. Een jaar later nam hij samen met Őze Sándor de taak van curator op voor de Europalia: Hongarije tentoonstelling Hungaria regia: Schittering en strijd in BOZAR.

### Heraldische activiteit
In het verlengde van zijn historisch onderzoek publiceert Duerloo over heraldische onderwerpen en ontwerpt hij wapenschilden. Omwille van zijn expertise zetelde hij tussen 1987 en 1996 in de Raad van Adel. Hij trad in 1993 toe tot de Vlaamse Heraldische Raad, waarvan hij sinds 2014 voorzitter is. Hij is bestuurslid van de Académie Internationale d'Héraldique en corresponderend lid van de Société française d'héraldique et de sigillographie.

## Erkenning
- In 1988 bekroonde de Koninklijke Academie voor Wetenschappen, Letteren en Schone Kunsten van België het doctoraal proefschrift Privilegies uitbeelden. In datzelfde jaar behaalde het werk ook de Prijs Prins Alexander de Merode van de Belgische Federatie voor Genealogie en Heraldiek.
- Het manuscript van Dynasty and Piety werd in 2011 bekroond met de Historische Prijs Filips Marnix van Sint Aldegonde.

## Publicaties
- (editor) Karel Alexander van Lotharingen: Mens, veldheer, grootmeester Brussel: Generale Bank, 1987. Deze tentoonstellingscatalogus verscheen ook in het Frans Charles-Alexandre de Lorraine: L'homme, le maréchal, le grand maître Brussel: Generale Bank, 1987, en in het Duits Karl Alexander von Lothringen: Mensch, Feldherr, Hochmeister Brussel: Generale Bank, 1987.
- Privilegies uitbeelden: De Zuidnederlandse wapenkoningen en wapenkunde in de eeuw der Verlichting Verhandelingen van de Koninklijke Academie voor Wetenschappen, Letteren en Schone Kunsten van België, Klasse der Letteren, 135. Brussel: Koninklijke Academie van België, 1991 - ISBN 91-6569-448-X.
- (samen met Paul Janssens) Wapenboek van de Belgische adel van de 15de tot de 20ste eeuw 4 vol., Brussel: Gemeentekrediet, 1992-1994 - ISBN 90-5066-109-2. Dit werk verscheen ook in het Frans Armorial de la noblesse belge du XVe au XXe siècle Brussel, Gemeentekrediet, 1992-1994 - ISBN 2-87193-168-2.
- (samen met Werner Thomas, editors) Albert & Isabella, 1598–1621: Essays Turnhout: Brepols, 1998 - ISBN 2-503-50726-3.
- (samen met Werner Thomas, editors) Albrecht & Isabella, 1598–1621, Catalogus Turnhout: Brepols, 1998 - ISBN 2-503-50724-7. Deze tentoonstellingscatalogus verscheen ook in het Frans Albert & Isabelle, 1598 – 1621: Catalogue Turnhout: Brepols, 1998 - ISBN 2-503-50725-5.
- (samen met Marc Wingens) Scherpenheuvel: Het Jeruzalem van de Lage Landen Leuven: Davidsfonds, 2002 - ISBN 978-90-5826-182-3.
- Dynasty and Piety: Archduke Albert (1598-1621) and Habsburg Political Culture in an Age of Religious Wars Farnham: Ashgate, 2012 - ISBN 978-0-7546-6904-3. Dit werk verscheen ook in het Spaans El Archiduque Alberto: Piedad y política dinástica durante las guerras de religión Madrid: CEEH, 2015 - ISBN 978-84-15245-33-9.
- (samen met Malcolm Smuts, editors) The Age of Rubens: Diplomacy, Dynastic Politics and the Visual Arts in Early Seventeenth-Century Europe Turnhout: Brepols, 2016 - ISBN 978-2-503-54948-4.
- (samen met Steven Thiry, editors) Heraldic Hierarchies: Identity, Status and State Intervention in Early Modern Heraldry Leuven: Leuven University Press, 2021 - ISBN 978-94-6270-243-1

- Bibsys: 90142004
- Biblioteca Nacional de España: XX1478994
- Bibliothèque nationale de France: cb12933810v (data)
- CiNii: DA12527131
- Gemeinsame Normdatei: 1023857499
- International Standard Name Identifier: 0000 0000 6631 6754
- Library of Congress Control Number: no92010898
- Nationale Bibliotheek van Tsjechië: jo2012718218
- Nationale Bibliotheek van Israël: 987007423843305171
- Nationale Bibliotheek van Polen: a0000002710408
- Nederlandse Thesaurus van Auteursnamen: 073184012
- Système universitaire de documentation: 056849850
- Virtual International Authority File: 73982967
- WorldCat: E39PBJqFRpKHVWYfbDGvX3q84q